# Въоръжени сили на Съединените американски щати
Въоръжените сили на Съединените американски щати включват основно шест вида въоръжени сили. В мирно време четири от тях са подчинени на Департамента на отбраната на САЩ (военното министерство), а във военно време на негово подчинение минава и Бреговата охрана:
ДЕПАРТАМЕНТ НА ОТБРАНАТА
- Департамент на Армията (Department of the Army)
  - Армия на САЩ
- Департамент на Военноморските сили (Department of the Navy)
  - Военноморски сили на САЩ
  - Морска пехота на САЩ
  - (Брегова охрана на САЩ във военно време)
  - Космически сили
- Департамент на Военновъздушните сили (Department of the Air Force)
  - Военновъздушни сили на САЩ

ДЕПАРТАМЕНТ ЗА ВЪТРЕШНА СИГУРНОСТ НА САЩ (министерство за вътрешна сигурност)
- Брегова охрана на САЩ в мирно време

Всички видове сили са под гражданския контрол на върховен главнокомандващ – президентът на САЩ. Всички клонове, с изключение на Бреговата охрана, са част от Департамент на отбраната на САЩ (част от Правителството на САЩ) който се управлява от Секретаря на отбраната, министър, също цивилен.

## Обединени бойни командвания
Въоръжените сили на Съединените американски щати са подчинени оперативно на Обединени бойни командвания. Всяко от тях включва командвания от различните видове въоръжени сили. Повечето са с географска зона на отговорност (Area of Responsibility (AO)), някои от тях са специализирани. Към 2016 г. съществуват 9 ОБК.
| Емблема | Командване | Съкращение | Отговорност                                                                                       | Формиране          | Щаб                                                                    |
| ------- | --- | ---------- | ------------------------------------------------------------------------------------------------- | ------------------ | ---------------------------------------------------------------------- |
|         | Африканско командване на САЩ (United States Africa Command) | USAFRICOM  | Африка (без Египет)                                                                               | 1 октомври 2007 г. | Казарми на Армията на САЩ Кели (Kelley Barracks), Щутгарт, Германия    |
|         | подчинени обединени командвания: - Командване за специални операции Африка (Special Operations Command-Africa) подчинени командвания на видовете въоръжени сили: - Армия Африка (USARAF) - 3-та Въздушна армия / ВВС Африка (Third Air Force/AFAFRICA) - ВМС Африка (NAVAF) - Сили на Корпуса на морската пехота на САЩ Африка (MARFORAF) подчинени обединени подразделения: - Комбинирано обединено оперативно поразделение – Африкански рог (Combined Joint Task Force – Horn of Africa) |            |                                                                                                   |                    |                                                                        |
|         | Централно командване на САЩ (United States Central Command) | USCENTCOM  | Близък Изток, Средна Азия, Египет                                                                 | 1 януари 1983 г.   | Авиобаза на ВВС на САЩ Макдил (MacDill Air Force Base), Тампа, Флорида |
|         | подчинени обединени командвания: - Командване за специални операции Център (Special Operations Command Central (USSOCCENT)) подчинени командвания на видовете въоръжени сили: - Армия Център (USARCENT) - Централно командване на ВВС на САЩ (United States Air Forces Central Command (USAFCENT)) - 5-и Флот на САЩ / Централно командване на ВМС на САЩ (U.S. Fifth Fleet/U.S. Naval Forces Central Command (USNAVCENT)) - Централно командване на Силите на Корпуса на морската пехота (U.S. Marine Forces Central Command (USMARCENT)) подчинени обединени подразделения: - Комбинирано обединено оперативно поразделение 180 (Combined Joint Task Force 180) (Афганистан) |            |                                                                                                   |                    |                                                                        |
|         | Европейско командване на САЩ (United States European Command) | USEUCOM    | Европа, Турция и Русия                                                                            | 15 март 1947 г.    | Казарми на Армията на САЩ Пач (Patch Barracks), Щутгарт, Германия      |
|         | подчинени обединени командвания: - Командване за специални операции Европа (Special Operations Command Europe (SOCEUR)) подчинени командвания на видовете въоръжени сили: - Армия Европа (USAREUR) - 3-та Въздушна армия / ВВС на САЩ в Европа (Third Air Force/USAFE) - 6-и Флот на САЩ/ ВМС на САЩ в Европа (U.S. Sixth Fleet/NAVEUR) - Сили на Корпуса на морската пехота на САЩ в Европа (MARFOREUR) |            |                                                                                                   |                    |                                                                        |
|         | Северно командване на САЩ (United States Northern Command) | USNORTHCOM | Северна Америка                                                                                   | 1 октомври 2002 г. | Авиобаза на ВВС на САЩ Питърсън (Peterson Air Force Base), Колорадо    |
|         | подчинени обединени командвания: - Командване за специални операции Север (Special Operations Command-North) - Командване Аляска (Alaskan Command) подчинени командвания на видовете въоръжени сили: - 5-а Армия на САЩ / Армия Север (U.S. Fifth Army/ARNORTH) - 1-ва Въздушна армия / ВВС Север (First Air Force/AFNORTH) - Командване на флотските сили (United States Fleet Forces Command) - Резерв на силите на Корпуса на морската пехота на САЩ / Морска пехота Север (U.S. Marine Corps Forces Reserve/MARFORNORTH) подчинени обединени подразделения: - Щаб на обединените сили Национален столичен регион (Joint Force Headquarters National Capital Region) - Обединено оперативно поразделение Север (Joint Task Force North) - Обединено оперативно поразделение за гражданска поддръжка (Joint Task Force-Civil Support) |            |                                                                                                   |                    |                                                                        |
|         | Тихоокеанско командване на САЩ (United States Pacific Command) | USPACOM    | Тихи океан, Австралия и Нова Зеландия, основна част на Азия                                       | 1 януари 1947 г.   | База на Морската пехота на САЩ Кемп Смит (Camp H. M. Smith), Хавай     |
|         | подчинени обединени командвания: - Командване за специални операции Тихи океан (Special Operations Command Pacific) - Командване за специални операции Корея (Special Operations Command Korea) - Сили на САЩ в Япония (U.S. Forces Japan) - Сили на САЩ в Корея (U.S. Forces Korea) подчинени командвания на видовете въоръжени сили: - Армия Тихи океан (USARPAC) - ВВС Тихи океан (PACAF) - Тихоокеански флот на САЩ (PACFLT) - Сили на Корпуса на морската пехота Тихи океан (MARFORPAC) подчинени обединени подразделения: - Обединено междуведомствено оперативно поразделение Запад (Joint Interagency Task Force West) |            |                                                                                                   |                    |                                                                        |
|         | Южно командване на САЩ (United States Southern Command) | USSOUTHCOM | Южна и Латинска Америка (без Мексико)                                                             | 6 юни 1963 г.      | Дорал, Флорида                                                         |
|         | подчинени обединени командвания: - Командване за специални операции Юг (Special Operations Command-South) подчинени командвания на видовете въоръжени сили: - Армия Юг (ARSOUTH) - ВВС Юг (AFSOUTH) - 4-ти Флот на САЩ / Южно командване на ВМС (U.S. Fourth Fleet/U.S. Naval Forces Southern Command) - Сили на Корпуса на морската пехота на САЩ Юг / Морска пехота Север (U.S. Marine Corps Forces, South) подчинени обединени подразделения: - Обединено оперативно поразделение Браво (Joint Task Force Bravo) - Обединено оперативно поразделение Юг (Joint Task Force South) - Обединено оперативно поразделение Гуантанамо (Joint Task Force Guantanamo) - Обединено междуведомствено оперативно поразделение Юг (Joint Interagency Task Force South) |            |                                                                                                   |                    |                                                                        |
|         | Командване за специални операции на САЩ (United States Special Operations Command) | USSOCOM    | Функционална, специалните сили на видовете въоръжени сили                                         | 16 април 1987 г.   | Авиобаза на ВВС на САЩ Макдил (MacDill Air Force Base), Тампа, Флорида |
|         | подчинени обединени командвания: - Съвместно командване за специални операции (Joint Special Operations Command (JSOC)) подчинени командвания на видовете въоръжени сили: - Командване за специални операции на Армията на САЩ (United States Army Special Operations Command (USASOC) - Командване за специални операции на ВВС (Air Force Special Operations Command) (AFSOC)) - Командване за специални бойни действия на ВМС на САЩ (United States Naval Special Warfare Command (NSWC)) - Командване за специални операции на Корпуса на морската пехота на САЩ (United States Marine Corps Forces Special Operations Command (MARSOC)) |            |                                                                                                   |                    |                                                                        |
|         | Стратегическо командване на САЩ (United States Strategic Command) | USSTRATCOM | Функционална, стратегическите ядрени сили на САЩ, космическите сателити и силите за кибероперации | 1 юни 1992 г.      | Авиобаза на ВВС на САЩ Офът (Offutt Air Force Base), Небраска          |
|         | подчинени обединени командвания: - Киберкомандване на САЩ (United States Cyber Command (USCYBERCOM)) - Армейско киберкомандване (Army Cyber Command/Second Army) - Киберкомандване на ВВС / 24-та Въздушна армия (Air Forces Cyber/Twenty-Fourth Air Force) - Флотско киберкомандване / 10-и Флот (Fleet Cyber Command/Tenth Fleet) - Киберкомандване на Корпуса на морската пехота (Marine Corps Cyberspace Command) - Обединени функционални командвания на видовете ВС (Joint Functional Component Commands) подчинени командвания на видовете въоръжени сили: - Армейско космическо командване и командване за противоракетна отбрана / СТратегическо командване на Армейските сили (Army Space and Missile Defense Command/Army Forces Strategic Command (SMDC/ARSTRAT)) - Глобално ударно командване на ВВС (Air Force Global Strike Command (AFGSC)) - Космическо командване на ВВС (Air Force Space Command (AFSPC)) - Командване на флотските сили (Fleet Forces Command (FLTFORCOM)) - Стратегическо командване на Силите на Корпуса на морската пехота (Marine Corps Forces Strategic Command) подчинени обединени подразделения: - Наземни междуконтинентални балистични ракети (ВВС на САЩ) (Land-based Intercontinental Ballistic Missiles) - Стратегически бомбардировачи и разузнавателни самолети (ВВС на САЩ) (Strategic Bomber and Reconnaissance Aircraft) - Въздушни танкери, Оперативен отряд 294 (самолети за дозареждане с гориво във въздуха) (ВВС на САЩ) (Aerial Refueling/Tankers—Task Force 294) Балистични стратегически подводници Атлантически океан, Оперативен отряд 144 (ВМС на САЩ) (Atlantic Ballistic Missile Submarines, Task Force 144) - Балистични стратегически подводници Тихи океан, Оперативен отряд 134 (ВМС на САЩ) (Pacific Ballistic Missile Submarines, Task Force 134) - Въздушнобазирани комуникации (самолети E-6B Mercury на ВМС на САЩ) (Airborne Communications (E-6B Mercury)) |            |                                                                                                   |                    |                                                                        |
|         | Транспортно командване на САЩ (United States Transportation Command) | USTRANSCOM | Функционална                                                                                      | 1 юли 1987 г.      | Авиобаза на ВВС на САЩ Скот (Scott Air Force Base), Илиноис            |
|         | подчинени командвания на видовете въоръжени сили: - Командване за въздушна мобилност (Air Mobility Command (AMC)) - Командване за морски транспорт (Military Sealift Command (MSC)) - Военно командване за сухопътна редислокация и дистрибуция (Military Surface Deployment and Distribution Command (SDDC)) подчинени обединени подразделения: - Обединено командване за съвместни способности (Joint Enabling Capabilities Command (JECC)) - Обединен център за оперативна въздушнотранспортна поддръжка (Joint Operational Support Airlift Center (JOSAC)) |            |                                                                                                   |                    |                                                                        |

1. ↑  CIA World Fact Book
2. ↑  Лица на 17 години могат да служат само с разрешение на родителите си.
3. ↑  www.whitehouse.gov
4. ↑  www.nationmaster.com